# Turrilitina
De Turrilitina zijn een voorgestelde onderorde van uitgestorven heteromorfe ammonoïde koppotigen uit het Vroeg-Krijt, afgeleid van de Lytoceratidae uit het Hauterivien van het Vroeg-Krijt, dat de superfamilies Turrilitoidea, Ptychoceratoidea en Scaphitoidea zou omvatten.
Turrilitina werd erkend als een aparte groep of clade van de Ancyloceratina zoals gedefinieerd door Weidmann, 1966, door Beznosov en Mikhailova in 1983. De groep kan zijn oorsprong hebben in de ammonitide superfamilie Perisphinctaceae.
Turrilitina is de Turrilitaceae van Arkell et alii 1957, inclusief de Ptychoceratidae en Macroscaphitidae, samen met de Scaphitaceae die de Treatise on Invertebrate Paleontology laat zien met een aparte en latere afleiding van de Lytoceratidae.
Aanvaarding van Turrilitina als een geldige onderorde is niet algemeen, waarbij de meeste auteurs de voorkeur geven aan de plaatsing van Turrilitoidea, Ptychoceratoidea en Scaphatoidea in Ancyloceratina.